# Östliche Pferdeenzephalomyelitis
Die Östliche Pferdeenzephalomyelitis (engl. Eastern Equine Encephalomyelitis, EEE) ist eine tödlich verlaufende Viruserkrankung der Pferde, die wie alle Pferdeenzephalomyeliten zu den anzeigepflichtigen Tierseuchen gehört. Sie ist auch auf den Menschen übertragbar (Zoonose) und kann eine ebenfalls tödliche Erkrankung auslösen.

## Epidemiologie

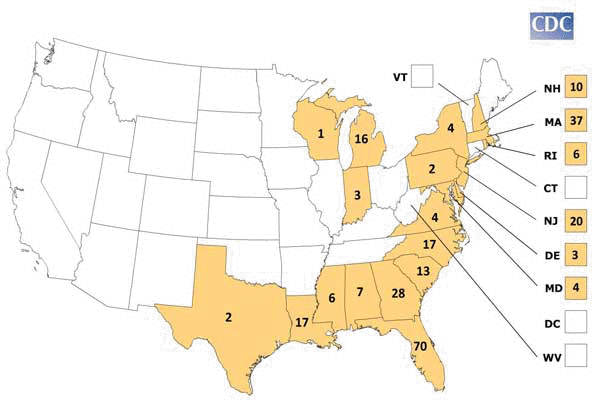
Verbreitungsgebiet in den USA

Erstmals wurde das Virus 1933 bei einer großen Pferdeepidemie in den mittleren Ostküstenstaaten der USA beschrieben, während der erste Ausbruch einer menschlichen Epidemie 1938 im Südosten von Massachusetts mit 34 Infizierten nachgewiesen wurde, von denen 25 verstarben. Erst 1959 wurde ein weiterer Ausbruch bei 32 Menschen in New Jersey berichtet. Seither konnten regelmäßig kleinere Ausbrüche beim Menschen beschrieben werden, wobei seit der Jahrtausendwende insgesamt eine Zunahme der Anzahl Infizierter und eine zunehmend nördlichere Ausbreitung beobachtet wurden, die inzwischen bis nach Südkanada, Maine und Vermont reicht. Dabei wurde eine Periodizität in der Häufigkeit der Krankheitsfälle beobachtet, mit Häufungen (Cluster) über zwei oder mehr Jahre und mit Zwischenjahren mit weniger Fällen.

## Erreger
Der Erreger der Erkrankung ist das Östliche Equine Encephalomyelitis-Virus (auch Östliches-Pferdeenzephalitis-Virus, Eastern-Equine-Encephalomyelitis-Virus, Eastern-Equine-Encephalitis-Virus, EEEV) aus der Gattung Alphavirus der Familie der Togaviridae und zählt zu den Arboviren.
Es gibt mehrere Subtypen von EEEV, u. a. eine nordamerikanische und weitere südamerikanische.
Die nordamerikanische Linie I kommt in der Karibik, den östlichen US-Bundesstaaten und im östlichen Kanada vor. Sie verursacht die meisten Erkrankungen bei Menschen.
Die südamerikanischen Varianten (IIA und IIB zur Linie II sowie Linie III) sind weniger pathogen und treten in Süd- und Mittelamerika auf. Sie verursachen oft Erkrankungen bei Pferden. Eine weitere südamerikanische Variante ist Linie IV.
Als Hauptüberträger fungieren Mücken, in Nordamerika vor allem durch Culiseta melanura (neben C. morsitans, beides Verwandte der Ringelmücke C. annulata). Der Erreger ruft bei Pferden, aber auch bei Tauben, Fasanenartigen (Fasanen, Wachteln) und dem Menschen Krankheitserscheinungen hervor. Als Virusreservoir dienen Wildvögel und Nagetiere.
Nach der Inokulation des Mückenspeichels gelangen die Viren in das perivaskuläre Hautgewebe, wo sie Langerhanszellen und dendritische Zellen infizieren. Diese wandern in die regionalen Lymphgewebe, v. a. Lymphknoten aus, von wo es durch die Virusreplikation dann zu einer systemischen Virämie kommt.

## Klinik bei Tieren
Infektionen treten vor allem im Sommer und Frühherbst auf, wenn die Stechmücken aktiv sind. Nur etwa 10 % der infizierten Tiere entwickeln Krankheitserscheinungen. Die Inkubationszeit beträgt 1 bis 7 Tage. Klinisch treten auf Fieber, Abgeschlagenheit, Fressunlust, schlafähnliche Zustände, Lähmung des Rachens und der Gliedmaßen, Koordinierungsstörungen und Festliegen. Die Mortalität bei Pferden kann bis zu 90 % betragen, der Tod tritt gewöhnlich innerhalb von 2 bis 7 Tagen ein. Beim Menschen liegt die Mortalitätsrate zwischen 30 und 50 %.

## Klinik beim Menschen
Da die Stechmücken die Krankheit übertragen, ist auch beim Menschen der Höhepunkt im Sommer und Frühherbst. Allerdings bleiben geschätzte 96 % der infizierten Menschen asymptomatisch. Bei den anderen treten nach etwa einer Woche (zwischen 3 und 10 Tagen) unspezifische Krankheitszeichen auf, mit Fieber, starken Kopfschmerzen, Muskelschmerzen (Myalgie), Übelkeit und Erbrechen. In dieser Frühphase sind weitere diagnostische Labortests wie Polymerase-Kettenreaktion, Virusisolation oder EEEV-IgM-Assay aber oft noch negativ.
Direkt nach Krankheitsausbruch (nach 0 – 5 Tagen) treten dann oft auch neurologische Symptome auf, die von der in der Jahreszeit häufigeren Enterovirus-bedingten Meningoenzephalitis nicht zu unterscheiden sind. Wenn eine serologische Diagnostik frühestens eine Woche nach Krankheitsausbruch gelingt, sind die neurologischen Schäden oft bereits irreversibel. In der Kernspintomographie zeigt sich typischerweise eine Beteiligung der Basalganglien und den Thalamus.
Bei denen, die Symptome entwickeln, liegt die Letalität bei etwa 33 %, und die meisten Überlebenden behalten schwere permanente neurologische Schäden. Im Sommer und Frühherbst 2019 wurden in den USA 36 Infektionen beim Menschen gemeldet, aus neun Bundesstaaten, von denen 14 tödlich verliefen.
Bisher gibt es keine antivirale Behandlung. Selbst spezifische Antikörper waren im Tierversuch bisher nur effektiv, wenn sie vor der Infektion gegeben wurden. Therapeutisch ist die intensivmedizinische Versorgung wichtig, oftmals einschließlich künstlicher Beatmung. Die Patienten müssen nicht isoliert werden, da sie nicht ansteckend sind. Mehrere Impfstoffe sind in der Entwicklung, auch wenn deren Einsatz schwierig vorherzusagen ist, da die Ausbrüche bisher meist kurz, sporadisch, regional begrenzt, aber schnell verliefen.

## Bekämpfung
Eine wirksame Therapie gibt es nicht. Eine vorbeugende Schutzimpfung für Pferde mit einem Totimpfstoff ist in Endemiegebieten möglich.